# André Messager (homme politique)
Pour les articles homonymes, voir Messager.
André Messager, né le 4 août 1901 à Ermont (Seine-et-Oise) et mort le 17 février 1982 à Taverny, est un homme politique français.

## Détail des fonctions et des mandats
Mandat parlementaire
- 22 septembre 1968 - 2 octobre 1977 : sénateur du Val-d'Oise